# Vestlige Beskider
De Vestlige Beskider ( tjekkisk: Západní Beskydy; slovakisk: Západné Beskydy; polsk: Beskidy Zachodnie; tysk: Westbeskiden) er en række bjergkæder, der spænder over Tjekkiet, Slovakiet og Polen. Geologisk er de Vestlige Beskider en del af de Ydre vestlige karpater. Den højeste top er Babia Góra der er 1.725 moh. og ligger i Saybuscher Beskider.
Traditionelt er de Vestlige Beskider betragtet som en del af Beskiderne.
- De af Vestlige Beskider i Polen
- Babia Góra, den højeste top af Orava Beskids, i den centrale del af Vestlige Beskider
- Pieninybjergene, det østlige område af de Vestlige Beskider.